# Носороговые

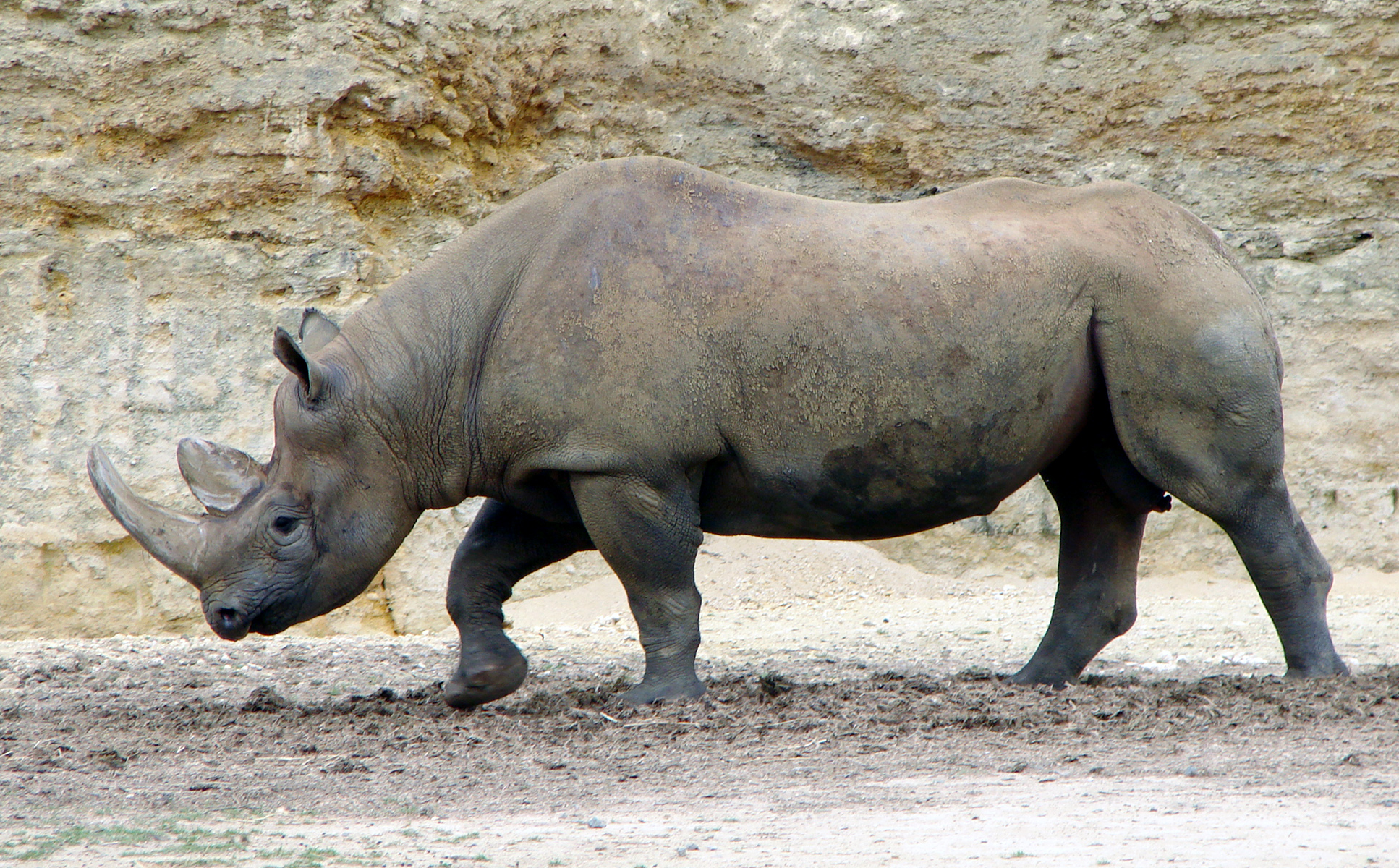
Чёрный носорог

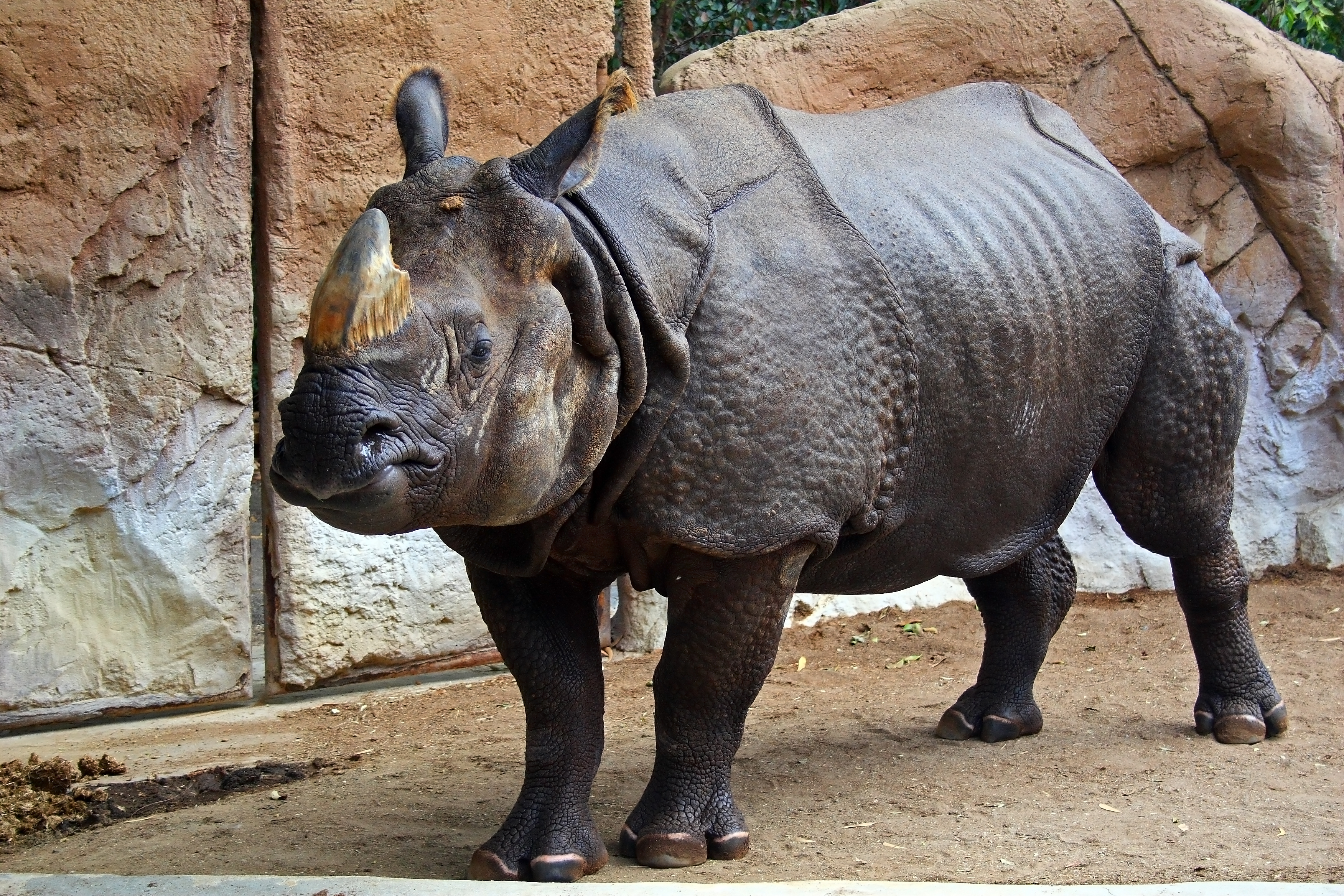
Индийский носорог

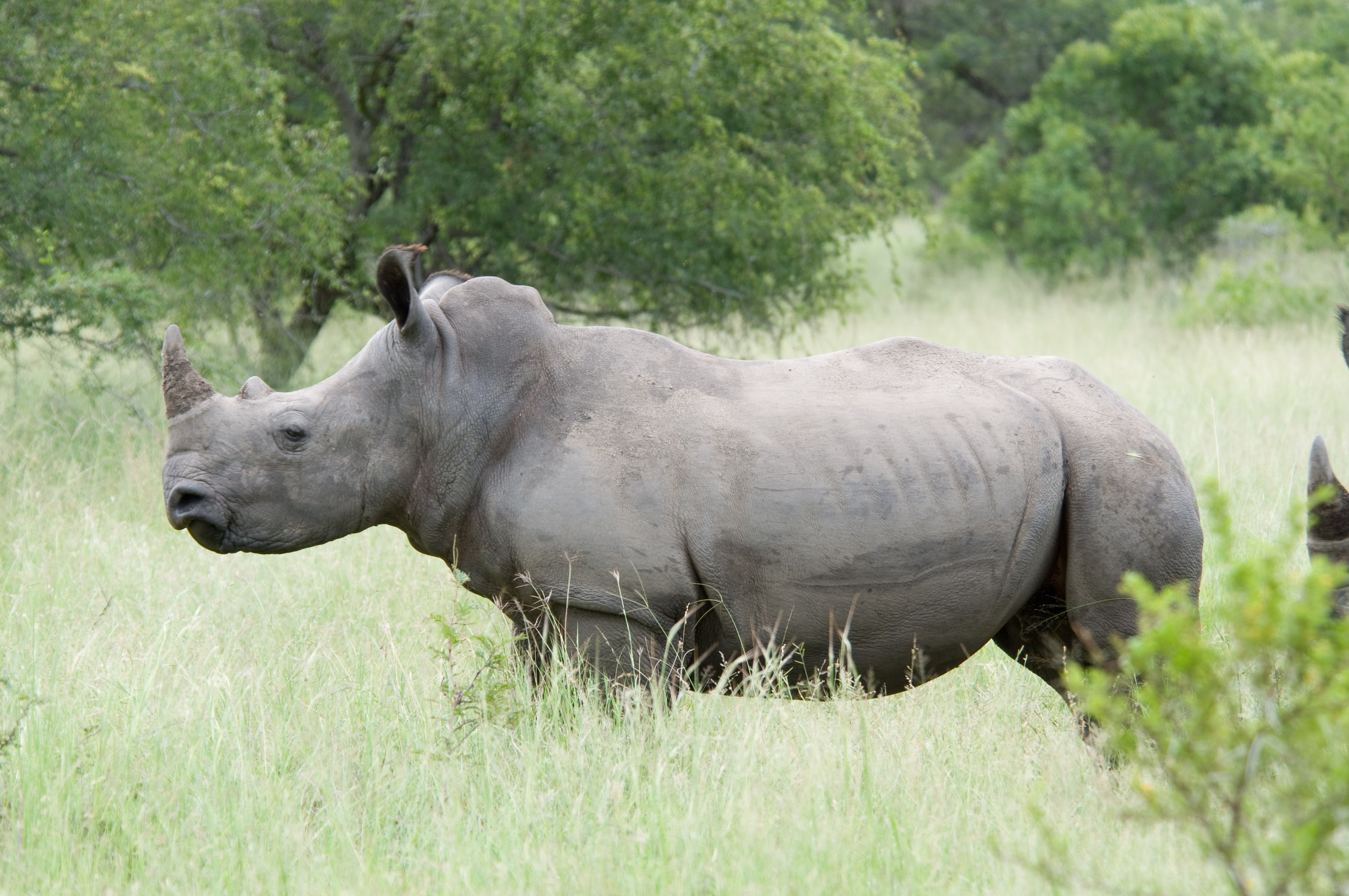
Белый носорог

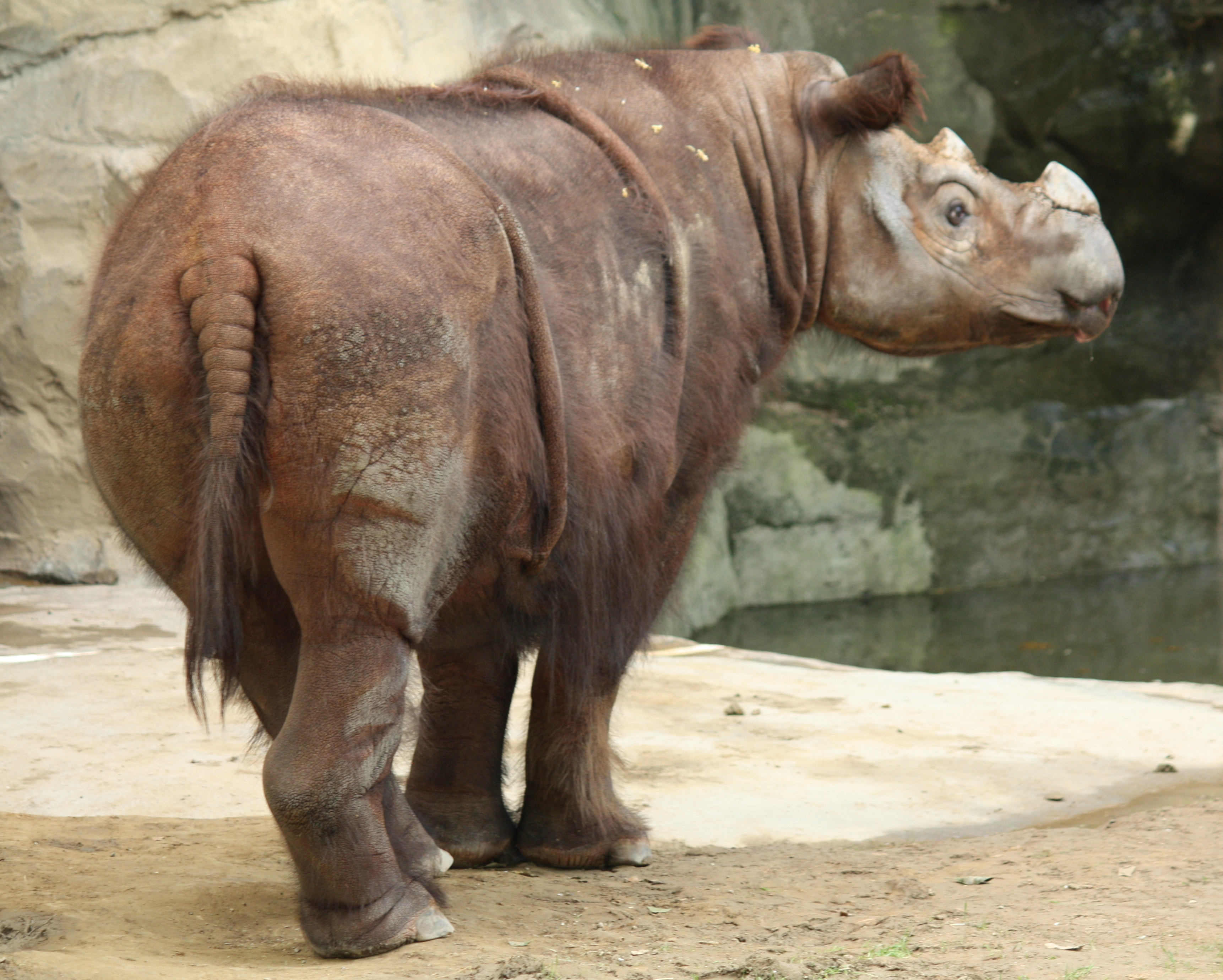
Суматранский носорог

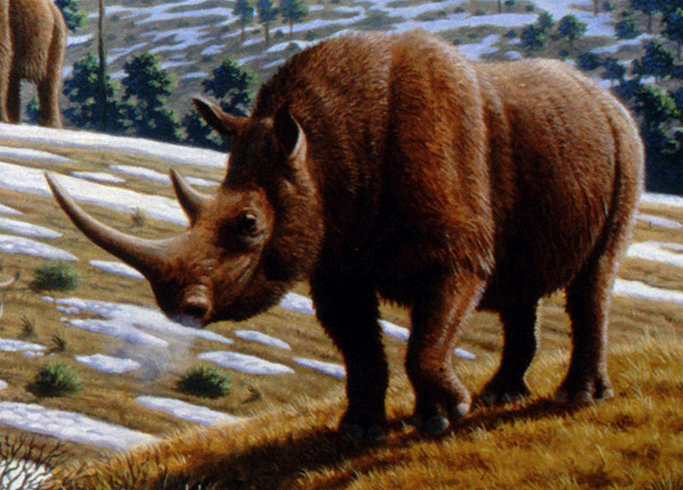
Шерстистый носорог

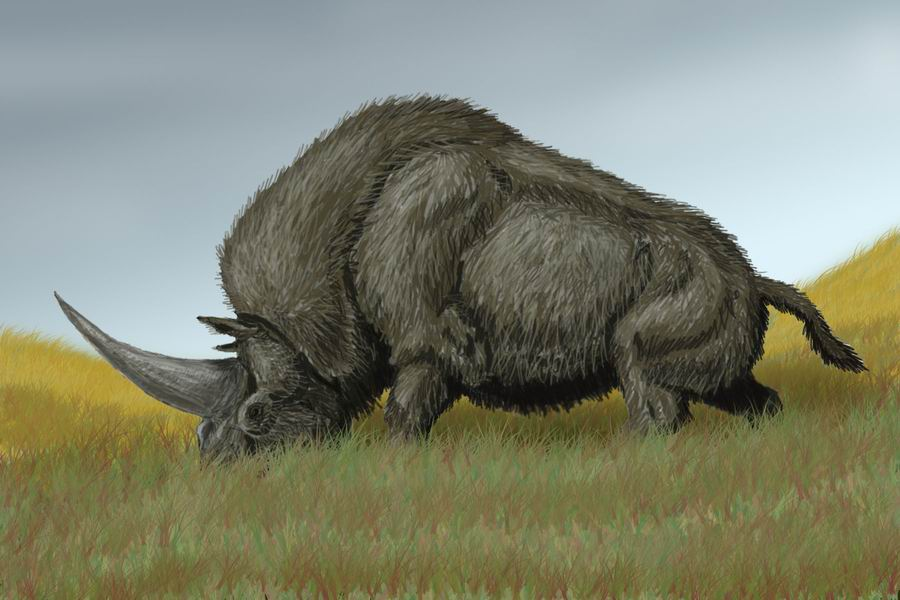
Эласмотерий

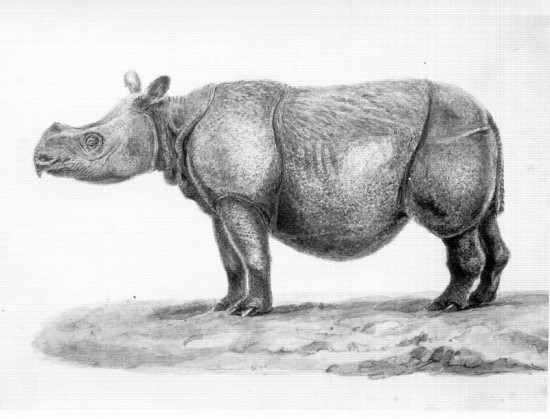
Яванский носорог

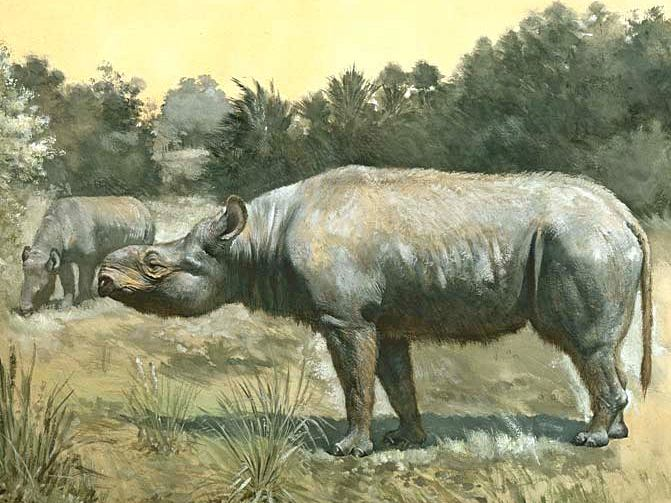
Субгиракодон

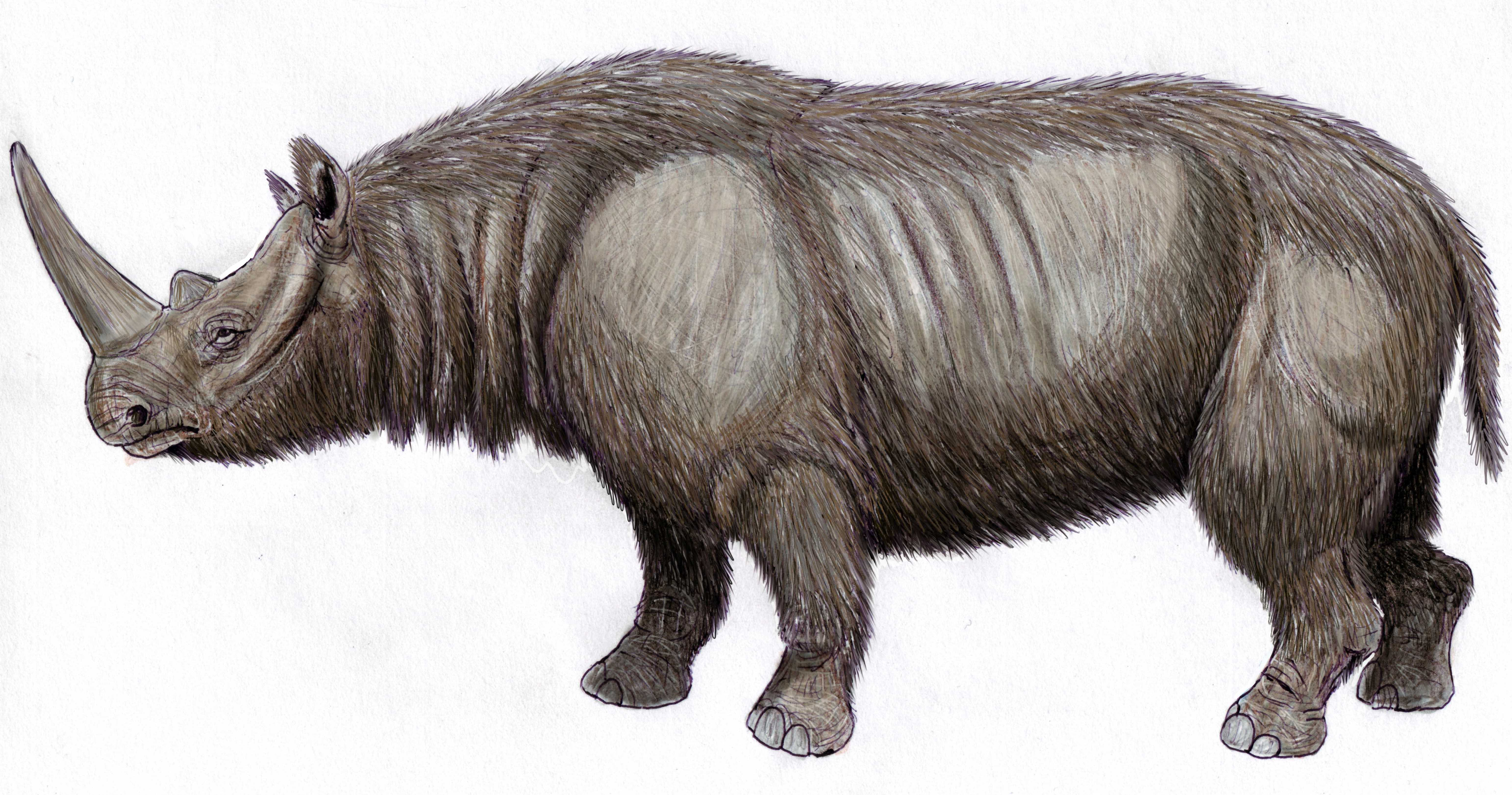
Носорог Мерка

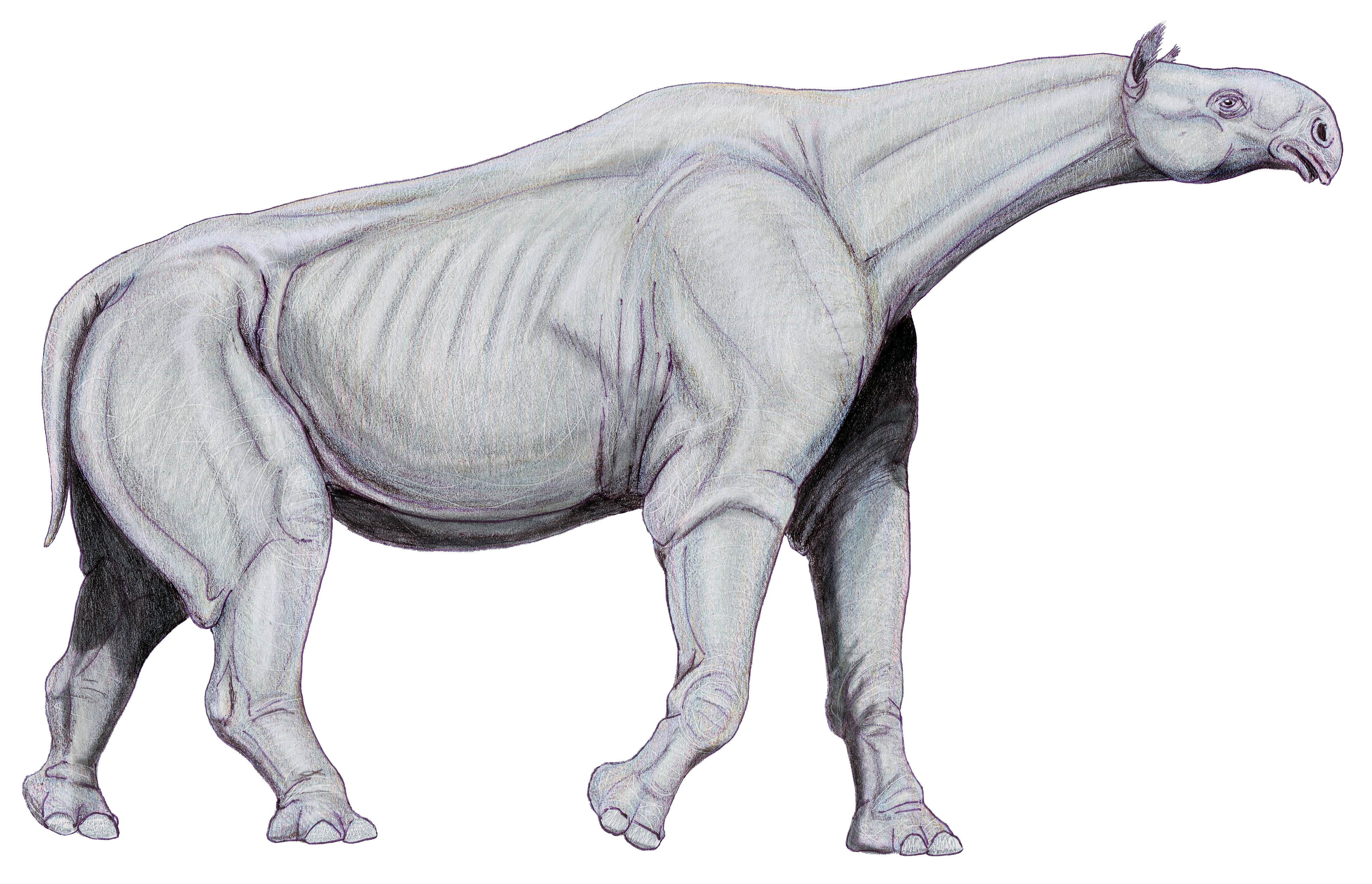
Индрикотерий

Носоро́говые, или носоро́ги (лат. Rhinocerotidae) — семейство непарнокопытных млекопитающих из надсемейства носорогобразных, содержащее пять современных видов, распространённых в Африке и Азии.

## Характеристика
Главным отличительным признаком современных носорогов являются рога на носу, отсюда и название. В зависимости от вида их может быть один или два, у некоторых ископаемых видов носорогов их не было вовсе. Передний рог растёт на носовой кости, задний, если присутствует, на лобовой части черепа. Несмотря на твёрдость, рога состоят не из костной ткани, а из сосредоточенного кератина — белка, который присутствует и в волосах. Некоторые браконьеры охотятся на носорогов ввиду высокого спроса на рога носорогов в традиционной китайской псевдомедицине. Покупатели ошибочно считают, что у рогов имеются целебные качества и способность увеличивать потенцию, однако было доказано, что никаких лечебных свойств у них нет, за контрабанду или торговлю продуктами из частей носорога и других краснокнижных животных в Китае предусмотрен тюремный срок. Самый крупный известный рог имел длину 158 сантиметров.
У носорогов массивное тело и короткие, толстые конечности. На каждой из них по три пальца, завершающихся широкими копытами. Кожа толстая с серой или коричневой окраской. У азиатских видов кожа у шеи и ног собрана в складки, создавая впечатление, будто на зверях своего рода броня. У носорогов слабое зрение, однако, этот недостаток возмещается тонким обонянием и отличным слухом.

## Образ жизни
Носороги живут поодиночке, но в саваннах могут и объединяться в небольшие группы. Если самка готова к спариванию, между самцами могут начаться серьёзные поединки. Победитель пытается привлечь самку маркировкой своей территории экскрементами. Прежде чем дело доходит до спаривания, оба партнёра охотятся друг за другом и даже дерутся. После длящейся от 15 до 18 месяцев беременности рождается один детёныш, который остаётся при матери два с половиной года. Если за это время появляется на свет ещё один, то старший матерью изгоняется как минимум на время.
Днём носороги спят, активными их можно застать в сумерках и ночью. Это очень боязливые и осторожные звери, избегающие близости к человеку. Однако, если они чувствуют для себя угрозу, то нападают. И хотя эти атаки из-за слабого зрения плохо нацелены, они могут привести вследствие огромной силы и острого рога к тяжёлым увечьям. Разогнавшись, носорог может достичь скорости 45 км/ч.
Носорогов часто сопровождают птицы, сидящие на их коже и чистящие их от паразитов. Молодняк в редких случаях может стать жертвой крупных хищников из семейства кошачьих, но у взрослых носорогов врагов, кроме человека, нет.

## Классификация
Пять ныне живущих видов относятся к четырём родам. Крайне редкий суматранский носорог является единственным представителем наиболее древнего из них (Dicerorhinus). Два других, в равной мере стоящих под угрозой исчезновения вида — индийский носорог и яванский носорог — разделились 10 миллионов лет назад и относятся к общему роду индийских носорогов. Оба африканских вида — белый носорог и чёрный носорог — разделились 5 миллионов лет назад и состоят в отдельных родах. Они отличаются друг от друга не в последнюю очередь своим питанием. Белый носорог предпочитает пастись на просторах саванн и питаться травами, а чёрный (острорылый) носорог поедает листву с деревьев и кустов. Своей выпяченной верхней губой он может направлять концы ветвей в рот.
Семейство носороговые (Rhinocerotidae) делится на 2 подсемейства, включающие 7 триб и 61 род, из которых 57 родов — вымершие:
- Подсемейство Rhinocerotinae
  - † Триба Aceratheriini
    - †Aceratherium — Ацератерии — 33,9—3,4 млн лет назад
    - †Acerorhinus — 13,6—7,0 млн лет назад
    - †Alicornops — 13,7—5,33 млн лет назад
    - †Aphelops — Афелопсы — 20,43—5,33 млн лет
    - †Chilotheridium — 23,03—11,61 млн лет
    - †Chilotherium — Хилотерии — 13,7—3,4 млн лет
    - †Dromoceratherium — 15,97—7,25 млн лет
    - †Floridaceras — 20,43—16,3 млн лет
    - †Hoploaceratherium — 16,9—16,0 млн лет
    - †Mesaceratherium
    - †Peraceras — 20,6—10,3 млн лет
    - †Plesiaceratherium — 20,0—11,6 млн лет
    - †Proaceratherium — 16,9—16,0 млн лет
    - †Sinorhinus
    - †Subchilotherium

  - † Триба Teleoceratini
    - †Aprotodon — 28,4—5,33 млн лет
    - †Brachydiceratherium
    - †Brachypodella
    - †Brachypotherium — 20,0—5,33 млн лет
    - †Diaceratherium — 28,4—16,0 млн лет
    - †Prosantorhinus — 16,9—7,25 млн лет
    - †Shennongtherium
    - †Teleoceras — 16,9—4,9 млн лет

  - Триба Rhinocerotini — появились 40,4 млн лет
    - †Gaindatherium — 11,61—11,1 млн лет
    - Rhinoceros — Индийский и яванский носороги

  - Триба Dicerorhinini — появились 5,33 млн лет назад
    - †Coelodonta — Шерстистый носорог
    - Dicerorhinus — Суматранский носорог
    - †Dihoplus — 11,61—1,81 млн лет
    - †Lartetotherium — 15,97—8,7 млн лет
    - †Stephanorhinus — 9,7—0,126 млн лет

  - Триба Dicerotini — появились 23,03 млн лет назад
    - Ceratotherium — Белый носорог, появился 7,25 млн лет назад
    - Diceros — Чёрный носорог, появился 23,03 млн лет назад
    - †Paradiceros — 15,97—11,61 млн лет
- † Подсемейство Elasmotheriinae
  - †Gulfoceras — 23,03—20,43 млн лет
  - †Victoriaceros[7]
  - † Триба Diceratheriini
    - †Diceratherium — 33,9—11,61 млн лет
    - †Subhyracodon — Субгиракодоны — 38,0—26,3 млн лет

  - † Триба Elasmotheriini — 20,0—0,126 млн лет
    - †Bugtirhinus — 20,0—16,9 млн лет
    - †Caementodon
    - †Elasmotherium — Эласмотерии — 3,6—0,03 млн лет
    - †Hispanotherium (Huaqingtherium) — 16,0—7,25 млн лет
    - †Iranotherium
    - †Kenyatherium
    - †Meninatherium
    - †Menoceras — Меноцерасы — 23,03—16,3 млн лет
    - †Ningxiatherium[8]
    - †Ougandatherium — 20,0—16,9 млн лет
    - †Parelasmotherium
    - †Procoelodonta
    - †Sinotherium — 9,0—5,3 млн лет

Роды носороговых с неопределённой принадлежностью к подсемействам:
- †Nesorhinus
- †Symphyssorrhachis
- †Meschotherium
- †Punjabitherium
- †Guixia (Juixia)
- †Uintaceras — Уинтацерасы
- †Teletaceras (Eotrigonias) — Телетацерасы
- †Epiaceratherium
- †Amphicaenopus
- †Penetrigonias — Пенетригониасы
- †Trigonias — Тригониасы
- †Ronzotherium
- †Pleuroceros
- †Protaceratherium[9]

## Эволюция
Носороговые (Rhinocerotidae) разделились на две линии: Elasmotheriinae, жившие до последнего ледникового периода, завершившегося 12 тыс. л. н., и отличавшиеся огромным двухметровым рогом, и Rhinocerotinae с вышеописанными четырьмя родами. 
Вымерший шерстистый носорог являлся близким родственником суматранского носорога. 
С помощью методов палеопротеомики удалось установить, что носорог из Дманиси Stephanorhinus ex gr. etruscus-hundsheimensis возрастом 1,77 млн лет относится к более ранней линии, по отношению к родственным шерстистым носорогам (Coelodonta antiquitatis) и носорогам Мерка (Stephanorhinus kirchbergensis). 
Род Coelodonta произошёл от ранней линии Stephanorhinus. Таким образом, род Stephanorhinus в настоящее время является парафилетическим.

### Кладограмма эволюции носорогов
```
Rhinocerotoidea
  ├-- Amynodontidae (†)
  └-- Rhinocerotida
        ├-- Hyracodontidae (гигантские носороги †)
        └-- Rhinocerotidae
              ├-- Elasmotheriinae (†)
              └-- Rhinocerotinae
                    ├-- Aceratheriini (безрогие носороги †)
                    └-- N.N.
                          ├-- N.N.
                          |     ├-- 
Coelodonta
 (шерстистый носорог †)
                          |     ├-- 
Dicerorhinus
 (суматранский носорог)
                          |     └-- 
Rhinoceros
 (индийский носорог, яванский носорог)
                          ├-- 
Ceratotherium
 (белый носорог)
                          └-- 
Diceros
 (чёрный носорог)
```

## Угрозы и защита

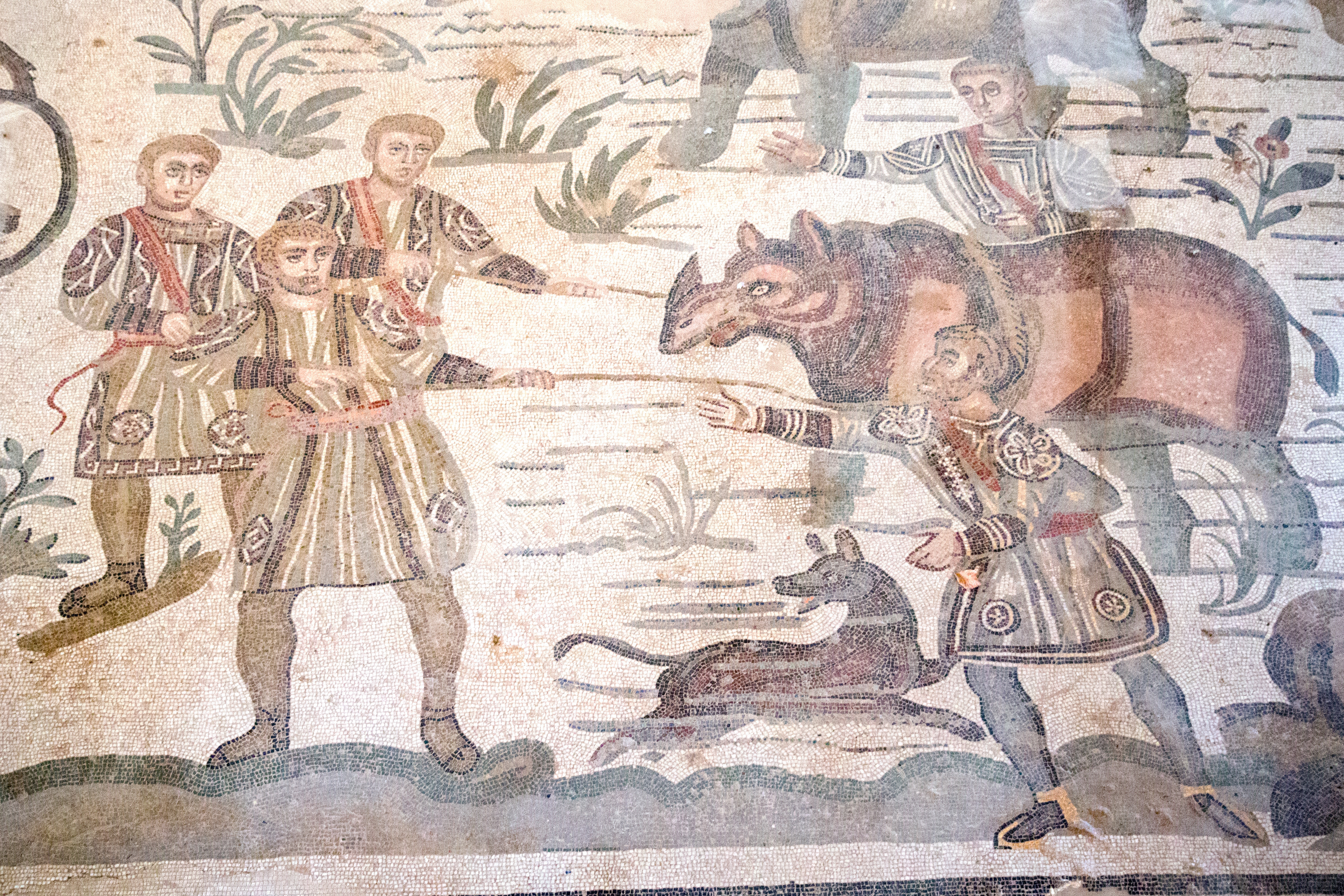
Ловля носорогов. Римская мозаика из Виллы дель-Казале у Пьяцца-Армерина (Сицилия). IV в. н. э.

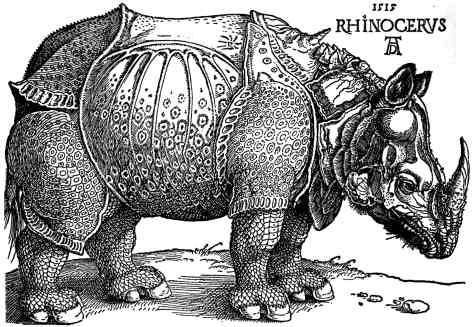
«Носорог», гравюра Альбрехта Дюрера, 1515 год.

Африканские племена издавна охотились на носорогов, мясо которых употреблялось в пищу, а твердая шкура шла на изготовление прочных щитов, но подобная охота, при отсутствии огнестрельного оружия, вызывала определённые трудности, требовала сноровки и потому не была систематической. В Древнем Риме носорогов отлавливали в Северной Африке, как правило, у нильских порогов для цирковых представлений, что также не наносило серьёзного ущерба их популяции.
Создатели Хараппской цивилизации нередко изображали на своих печатях индийских носорогов, водившихся в долине Инда ещё во времена Тамерлана. Европейцы впервые познакомились именно с индийским носорогом, которого в 1515 году прислал в Лиссабон в подарок португальскому королю Мануэлю I от гуджаратского султана раджа Камбея Музаффар II. Именно этот зверь изображён на знаменитой гравюре А. Дюрера «Носорог».
В Азии издавна существует большой спрос на рога носорогов. Их используют для драгоценных изделий и в традиционной китайской медицине. Лекарства из рогов носорога очень ценятся и входят в традиционные китайские рецепты, включая эликсиры долголетия и «бессмертия». Из-за существования этого рынка носороги стоят под угрозой вымирания. Однако в последнее время наблюдается некоторое увеличение численности популяции. В Африке в 1998 году жило 11 тысяч носорогов, из них 8900 — в ЮАР в огороженных и охраняемых заповедниках. Также защищённые частные и государственные территории имеются в Кении. Усилия по охране носорогов со стороны Индии и Непала тоже дали некоторые положительные результаты: количество носорогов в этих странах слегка выросло до 2100 особей. Лишь популяция суматранских носорогов сократилась с 900 особей в начале 1980-х годов до 350 сегодня. Причиной очевидно является то, что правительства Индонезии и Малайзии не выделяют достаточных финансовых средств для их охраны.
Что касается чёрного носорога, обитающего в Африке, то два его подвида — западный, обитавший в поясе саванн в Камеруне, и юго-восточный, живущий в Кении — находятся в разной степени опасности. Тогда как популяция Кенийских чёрных носорогов по некоторым данным увеличивается, исследователи в Камеруне не смогли обнаружить ни единой особи начиная с 2006 года и с 2011 года этот подвид считается вымершим..